# Thomas Mayne Reid
Pour les articles homonymes, voir Reid.
Thomas Mayne Reid (4 avril 1818 - 22 octobre 1883) est un romancier américain d’origine irlandaise. Il participe à la guerre américano-mexicaine de 1846 à 1848. Un grand nombre de ses livres évoquent la vie en Amérique par le biais des trappeurs, ou des chasseurs, les territoires sauvages, les indiens ou les propriétés coloniales vivant de l’exploitation des esclaves. En particulier, il fait partie des premiers écrivains à avoir choisi comme personnage principal un Noir, William-le-Mousse.
« Le capitaine Reid » écrit également des romans d'aventure à l’instar des romans de Frederick Marryat et Robert Louis Stevenson. Fervent admirateur de Lord Byron, ses romans se situent volontiers dans l’Amérique du Far West (l’Ouest américain), et son œuvre court à travers le monde : au Mexique, en Afrique du Sud, en Himalaya, sur les océans et l’île de Bornéo.
Bien que tombée dans l’oubli, son œuvre a inspiré de nombreux auteurs d’aventures. Ainsi, un de ses romans met en scène, dans l’île de Bornéo un gorille géant kidnappant une jeune femme : histoire qui connut un avatar célèbre au cinéma (King Kong). En France, il est édité par les deux plus grandes maisons d’édition de son époque : Hachette et Cie et Hetzel. Aux États-Unis, il est l'écrivain préféré de Theodore Roosevelt.

## Biographie

### Jeunesse
Thomas Mayne Reid est né à Ballyroney, un hameau près de Katesbridge (en), dans le comté de Down, en Irlande du Nord.
Il est le fils du révérend Thomas Mayne Reid, qui était membre de l'Assemblée générale de l'Église presbytérienne en Irlande. Son père, qui aurait voulu qu'il devienne, comme lui, pasteur presbytérien, l’inscrit en septembre 1834 au Royal Belfast Academical Institution (en). Bien que Thomas y étudie près de quatre années, l’absence de motivation le conduit à abandonner ses études sans même avoir obtenu un certificat. Il revient alors à Ballyroney où il enseigne à l’école du hameau.
En décembre 1839, il monte à bord du Dumfriesshire, direction la Nouvelle-Orléans, où il débarque en janvier 1840, à l’âge de 22 ans. Il trouve un travail comme clerc d’un négociant en grains. Il ne reste que six mois à la Nouvelle-Orléans. La légende dit qu'il a démissionné de son poste pour avoir refusé de fouetter un esclave. (Reid fera plus tard de la Louisiane le décor d'un de ses grands succès, La Quarteronne, roman anti-esclavagiste ).
Reid voyage au Tennessee. Dans une plantation près de Nashville, il enseigne aux enfants du Dr Peyton Robertson (plus tard, Reid en fera le décor de  son roman La Chasseresse Sauvage). Après la mort de docteur Robertson, Reid fonde une école privée à Nashville, mais l’aventure tourne court.
En 1841, il  trouve du travail chez un négociant en fournitures à Natchez dans le Mississippi, ou à Natchitoches, en Louisiane (le second semble être le plus probable). Bien que Reid ait revendiqué plus tard avoir fait plusieurs voyages à l'Ouest durant cette période de sa vie (sur lesquels il aurait basé certains de ses romans), la preuve n’en semble pas établie en toute certitude. (mais la réalité de ces voyages est-elle si importante ? Il est très probable qu’il y ait entendu des récits de voyageurs de première main et cela constitue une matière essentielle pour un auditeur attentif. Un certain Jack London procédera ainsi).

### Carrière littéraire
À la fin de 1842, Mayne Reid arrive à Pittsburgh, en Pennsylvanie, où il débute en écrivant tant en prose qu’en vers pour le Morning Chronicle sous le pseudonyme « L’étudiant fauché » (Poor Scholar) ; il a aussi apparemment travaillé comme livreur. Sa toute première œuvre attestée est une série de poésies épiques intitulées Scènes dans les Antilles.
Au début de 1843, Reid s'installe à Philadelphie, où il reste trois années, travaillant en tant que journaliste, et vivant aussi de la publication de ses poésies dans diverses revues, avec le même pseudonyme. Il y fait connaissance d'Edgar Allan Poe et les deux deviennent pour un temps compagnons de beuverie. Poe qualifiera plus tard Reid de colossal menteur mais de haute volée : « Il raconte de pittoresques bobards à une échelle surprenante, avec une touche artistique et c'est pourquoi je l'écoute attentivement »
Quand débute la Guerre américano-mexicaine au printemps 1846, Reid est correspondant pour le New York Herald à Newport (Rhode Island) (qui deviendra plus tard le cadre d’un autre roman). À ce moment, il utilise le pseudonyme Ecolier (du même mot en français).
Le 23 novembre 1846, Reid rejoint le premier régiment de volontaires d’infanterie de New York comme second lieutenant. En janvier 1847, le régiment quitte New York par bateau. Les New Yorkais campent plusieurs semaines à l’île Lobos avant de participer à l’incursion dans le centre du Mexique, sous le commandement du général Winfield Scott à Veracruz. Utilisant le pseudonyme d'Ecolier, Reid est correspondant pour un journal de New York, Spirit of the Times, qui a publié ses Correspondances d’un tirailleur. Le 13 septembre, lors de la bataille de Chapultepec, il reçoit une grave blessure à la cuisse alors qu’il mène une charge. Il est promu au grade de premier lieutenant pour bravoure au combat. Le 5 mai 1848 Reid démissionne et, en juillet, retourne à New York avec son régiment.
Martyre de l’amour, sa première pièce, est jouée au théâtre de Walnut Street à Philadelphie pour cinq représentations, en Octobre 1848. Il publie Correspondant de guerre, un compte-rendu de son service militaire, le 27 juin 1849.
À l’annonce des Printemps des peuples, il se rend en Angleterre pour se porter volontaire. Mais, après la traversée de l’Atlantique, il change d’avis, et se rend en Irlande du Nord. Il vit quelque temps à Londres, et c’est là qu’en 1850 est publié son premier roman, Les Francs tireurs. Suivent Les Chasseurs de scalp (1851) dédié à l'amiral Edwin Ward Moore (en), qu’il rencontra en 1841, La maison du désert (1852) et Les chasseurs (1853). Ce dernier livre, qui se déroule au Texas et en Louisiane, est présenté comme le récit d’un voyage scientifique pour la jeunesse. Il devient le livre favori du jeune Theodore Roosevelt, qui deviendra un grand fan de Mayne-Reid. La même année, Reid épouse Elizabeth Hyde, jeune femme de 15 ans, fille de son éditeur, G.W. Hyde, un anglais aristocrate, .
Après une brève lune de miel, il retourne rapidement à l’écriture. Continuant à baser ses romans sur ses aventures en Amérique, il réalise plusieurs romans plus réussis : Le Chef Blanc, La Quarteronne (1858), Océola, le Grand Chef des Séminoles, inspiré par le vie d'Osceola (1858), et Le Cavalier sans tête (1865).
D'une grande prodigalité, il fait bâtir à Gerrards Cross, dans le comté de Buckingham, un ranch gigantesque, une reproduction d’après une hacienda mexicaine qu’il avait vue pendant la guerre, où il pratique l’agriculture. Cette vie extravagante le force à déclarer faillite en novembre 1866 (dont il est libéré en Janvier 1867).
En octobre, il quitte Londres et déménage à Newport (Rhode Island), espérant reconquérir le succès. Il retourne à New York en 1867 et fonde un périodique, Onward Magazine.

### Fin de vie
Reid donne des conférences à Steinway Hall à New York, et publie le roman The Helpless Hand (probablement non traduit) en 1868. Mais l’accueil que lui réserve l’Amérique est beaucoup moins enthousiaste. La blessure qu’il a reçue à Chapultepec le handicape, et il est hospitalisé plusieurs mois à l’hôpital Saint-Luc en juin 1870. Élisabeth déteste l’Amérique et, après avoir quitté l’hôpital, il retourne en Angleterre avec elle le 22 octobre 1870 et vit à Ross-on-Wye, au Pays de Galles.
Souffrant de mélancolie aiguë, il est de nouveau hospitalisé. Il essaye d’écrire, mais achève peu de projets. Vivant principalement de sa pension de l’armée américaine, qui n’est pas suffisante pour couvrir sa situation, Reid meurt à Londres, à l’âge de 65 ans, et est inhumé au cimetière de Kensal Green. Une citation des Chasseurs de Scalps est gravée sur sa tombe : « Ces prairies du Far West ont été bien mal nommées : elles sont le jardin de Dieu. »

## Œuvres
Plusieurs éditeurs ont publié en français des romans de Thomas Mayne-Reid :

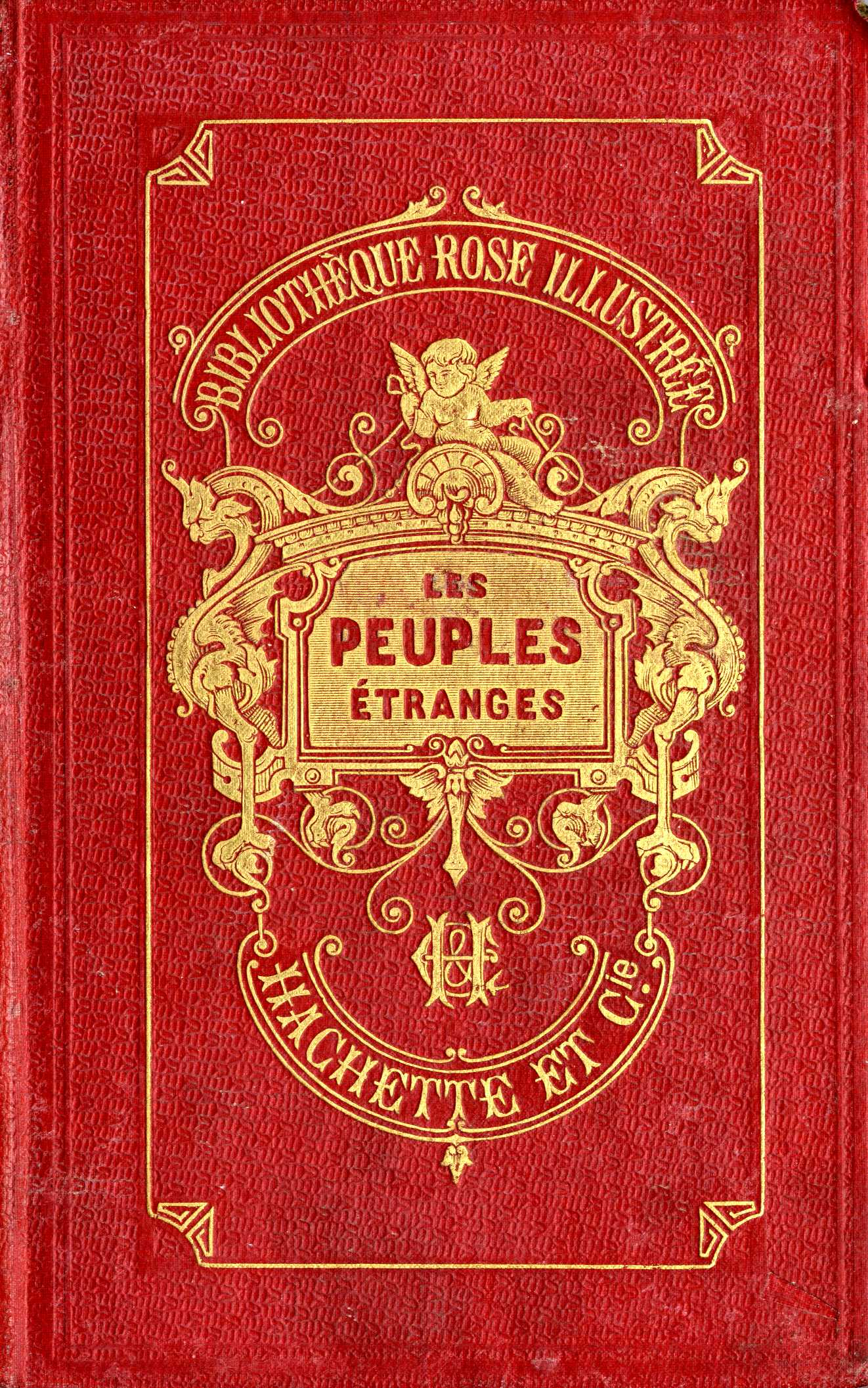
Les Peuples étranges de Thomas Mayne Reid, Bibliothèque Rose, 1881.

### Librairie Hachette Livre dans les années 1858-1880
1. La Quarteronne (1858, traduit par Louis Stenio) (titre original : The Quadroon)
2. À fond de cale (traduit par Mme Henriette Loreau)
3. À la mer ! (traduit par Mme Henriette Loreau) [4]
4. Bruin ou les chasseurs d'ours (1872 - 2e édition 1901).
5. Les Chasseurs de plantes (traduit par Mme Heniette Loreau)
6. Les Chasseurs de girafes (traduit par H. Vattemare, illustré par H. de Neuville)
7. Les Exilés dans la forêt (The Forest Exiles, 1855) paru aussi en Bibliothèque verte, et chez Arthaud en version illustrée en 1949.
8. Les Grimpeurs de rochers (suite du chasseur de plantes) (traduit par Mme Henriette Loreau, 1874).
9. Les Peuples étranges (1875, traduction, Mme Henriette Loreau) [5]
10. Les Vacances des jeunes Boërs (1878, traduction de Mme Henriette Loreau) [6]
11. Les Veillées de chasse (1863, trad : Bénédict Henri Révoil, illustré par Freeman)
12. L'Habitation du désert ou Aventures d'une famille perdue dans les solitudes de l'Amérique (traduction : Ferdinand Le François, illustration : Gustave Doré)

### Autres éditions
- Les Francs tireurs ou Le Corps-franc des rifles (1850 - The Rifle Rangers) - 1854. Réédité en 1952 sous le titre Les Aventures du capitaine Haller (Tallandier, le livre d'aventures)
- À la recherche du buffalo blanc (1853 : The Boy Hunters, or, Adventures in Search of a White Buffalo)
- Les Chasseurs de chevelures ou Les chasseurs de scalp (1851 - The Scalp hunters) - 1854.
- Les Robinsons de Terre Ferme (1852 - The Desert Home) - 1854 - Eugène Ardant et Cie, Éditeurs.
- Le Chef Blanc (1855 - The White Chief) - 1857.
- Océola, le Grand Chef des Séminoles, (1859 Oceala the Seminole) 1866 -J. Vermot et Cie, Paris Libraires-Éditeurs.
- Le Cavalier sans tête (1866 - The Headless horseman).
- Les Forêts vierges (1869 : première traduction par Raoul Bourdier)
- Les Jeunes esclaves (1869, Hetzel, traduction d'Emma Allouard,dessins de Riou, traduction de The Boy Slaves 1865)
- La Chasse au Léviathan (éditions Hachette, 1882, trad: Jules Girardin, illustré par A. Ferdinandus et Th. Weber)
- Les Exploits des jeunes Boërs, Paris, Hetzel, 1882 (traduction : Stella Blandy)
- Les Jeunes Voyageurs, traduit par Moulhins - Mégard et Cie libraires-éditeurs - Rouen, 1883.
- Les Épaves de l'Océan, traduit par E. Delauney, Mégard et Cie libraires-éditeurs, 1883. (The Ocean Waifs, 1882)
- Le Désert d'eau dans la forêt (trad : E. Allouard, illustr : L.Benett, Hetzel)
- Les Naufragés de l'île de Bornéo, publié chez Hetzel et en 1884 chez Mégard et Cie libraires-éditeurs à Rouen.
- Les Émigrants du Transwaal, Hetzel (1886), dessins : Riou, gravures : Bertrand, traduction: Lermont) (trad de : The Vee-Boers, A Tale of Adventure in Southern Africa (1870))
- Le Doigt du destin (1893, traduction de : Finger of Fate (1872))
- La Chasseresse sauvage (2 tomes), Didier & Méricant, Éditeurs, Paris.
- Aventures de terre et de mer - William le Mousse (Bibliothèque d'éducation et de réaction, J. HETZEL)
- Sur la piste des Tovas ou même livre, mais sous un titre différent : Gaspar le Gaucho traduction de Gaspar the Gaucho: A Story of the Gran Chaco (publié en langue originale en 1883) Publié quatre fois, une fois sous le premier titre et trois fois sous le second titre.

### Mayne Reid, l'Ouest retrouvé, (collection Omnibus)
Thierry Chevrier nous donne à la fin de son ouvrage, le répertoire des œuvres de Mayne Reid en anglais ainsi que les traductions en français. Mais dit-il : « La somme des différentes éditions des romans de Mayne Reid est telle qu'il nous faut renoncer à la publier ici en totalité. Nous avons simplement cherché à tailler une piste dans la jungle épaisse de l'oubli qui avait recouvert ce domaine littéraire, en permettant à tout possesseur d'un ouvrage de Mayne Reid de connaître le titre de l'original anglais, ainsi que sa date de composition ». On trouve 170 traductions en français, provenant de 44 éditions originales en anglais (13 ne furent jamais traduites). Ainsi, l'édition originale The War Trail, 1857, a donné lieu à huit traductions différentes en français : La Chasse aux chevaux sauvages, Le Cheval blanc, Le Cheval blanc de la prairie , Le Cheval blanc des Lianos, Le Cheval sauvage, Aventures d'un officier américain, La Piste de guerre, et Sur la piste de guerre.

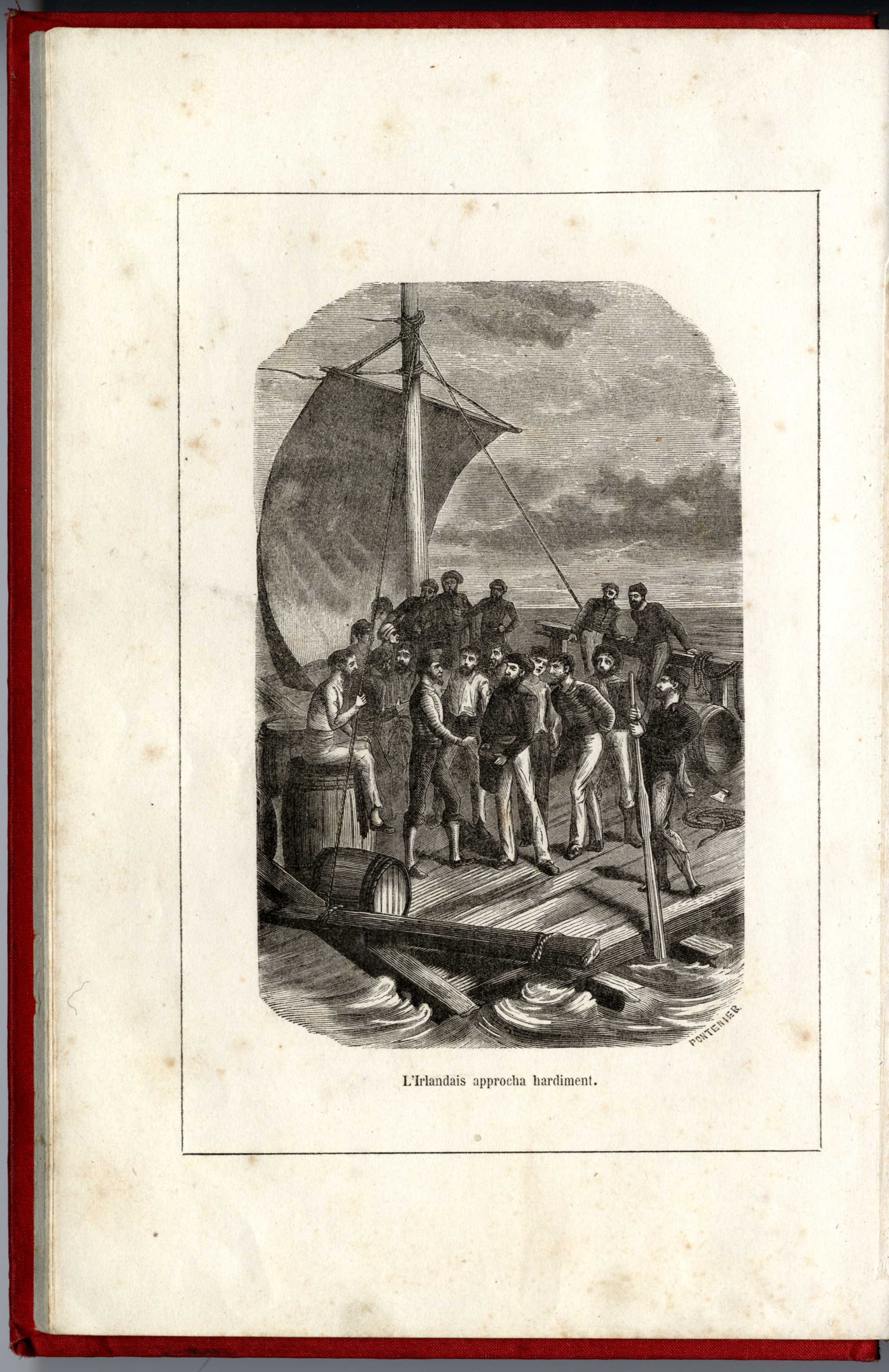
Image accompagnant la page de titre du roman Les Épaves de l'océan du capitaine Thomas Mayne-Reid

## Adaptations
- 1973 : Le Cavalier sans tête (Всадник без головы, Vsadnik bez golovy) de Vladimir Weinstock[7]